# آرثر برادفورد
آرثر برادفورد (بالإنجليزية: Arthur Bradford)‏ (3 يوليو 1902 بوالسال في المملكة المتحدة - 13 أبريل 1944 بساوثهامبتون في المملكة المتحدة) هو لاعب كرة قدم بريطاني (وحمل سابقاً جنسية المملكة المتحدة لبريطانيا العظمى وأيرلندا) في مركز الظهير. لعب مع نادي ساوثهامبتون وCowes Sports F.C. ‏.